# Fondina
La fondina (dal latino funda: involucro in pelle) è un contenitore atto al trasporto sulla persona di armi da fuoco corte, come pistole o rivoltelle.

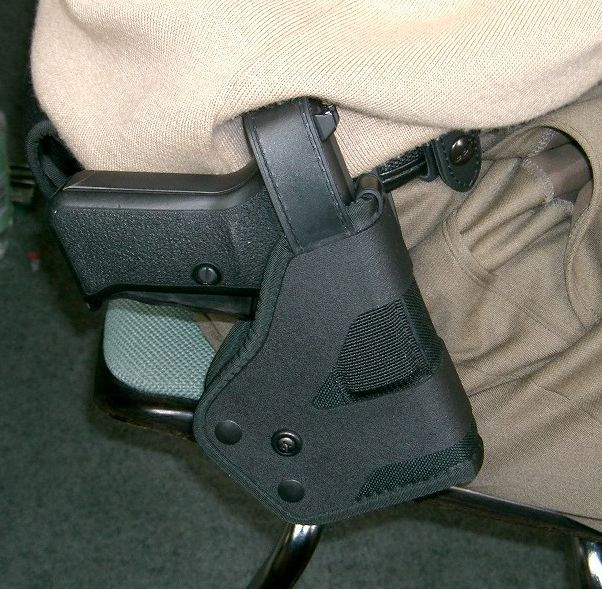
Fondina da cintura in materiale sintetico

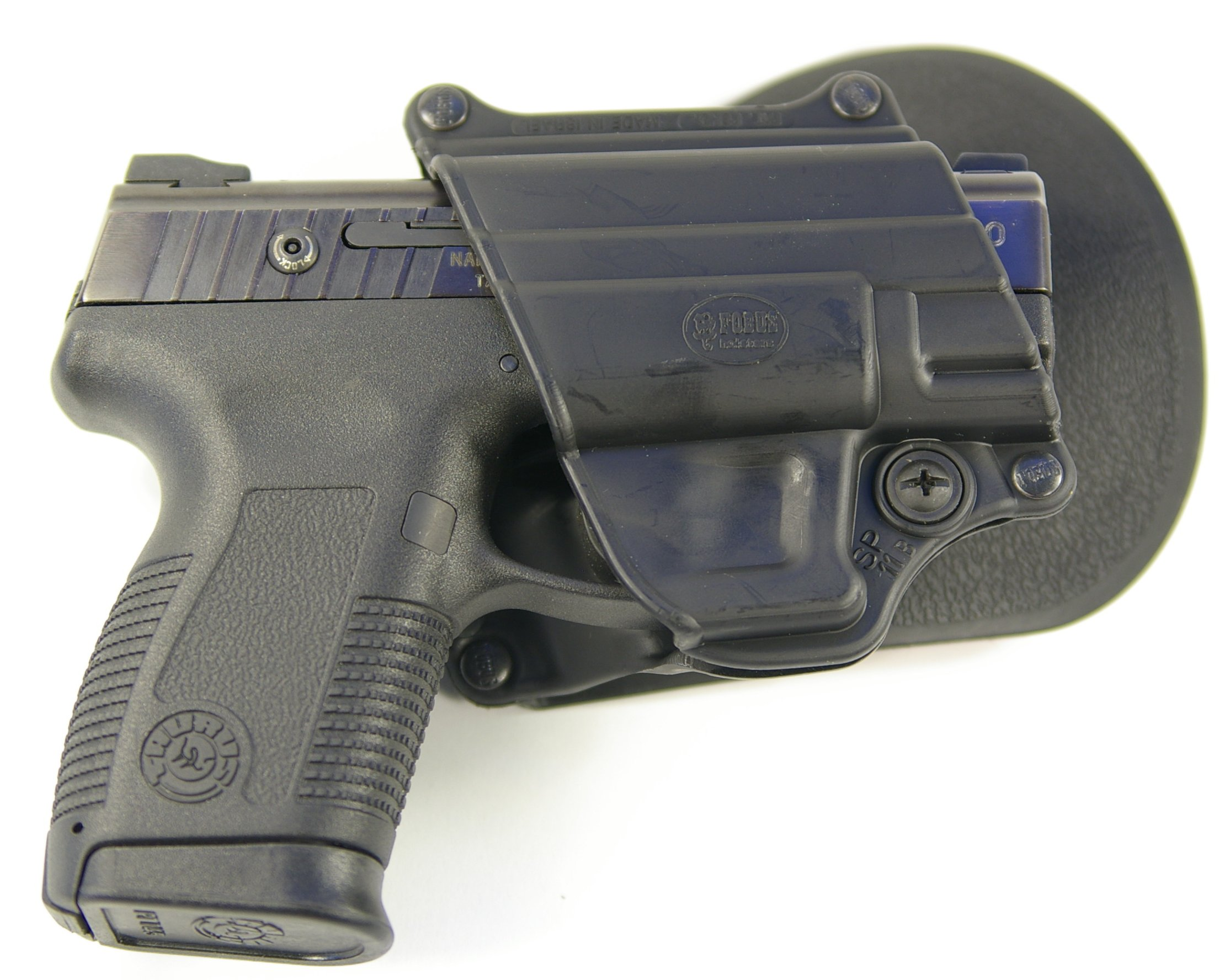
Moderna fondina ascellare in materiale plastico

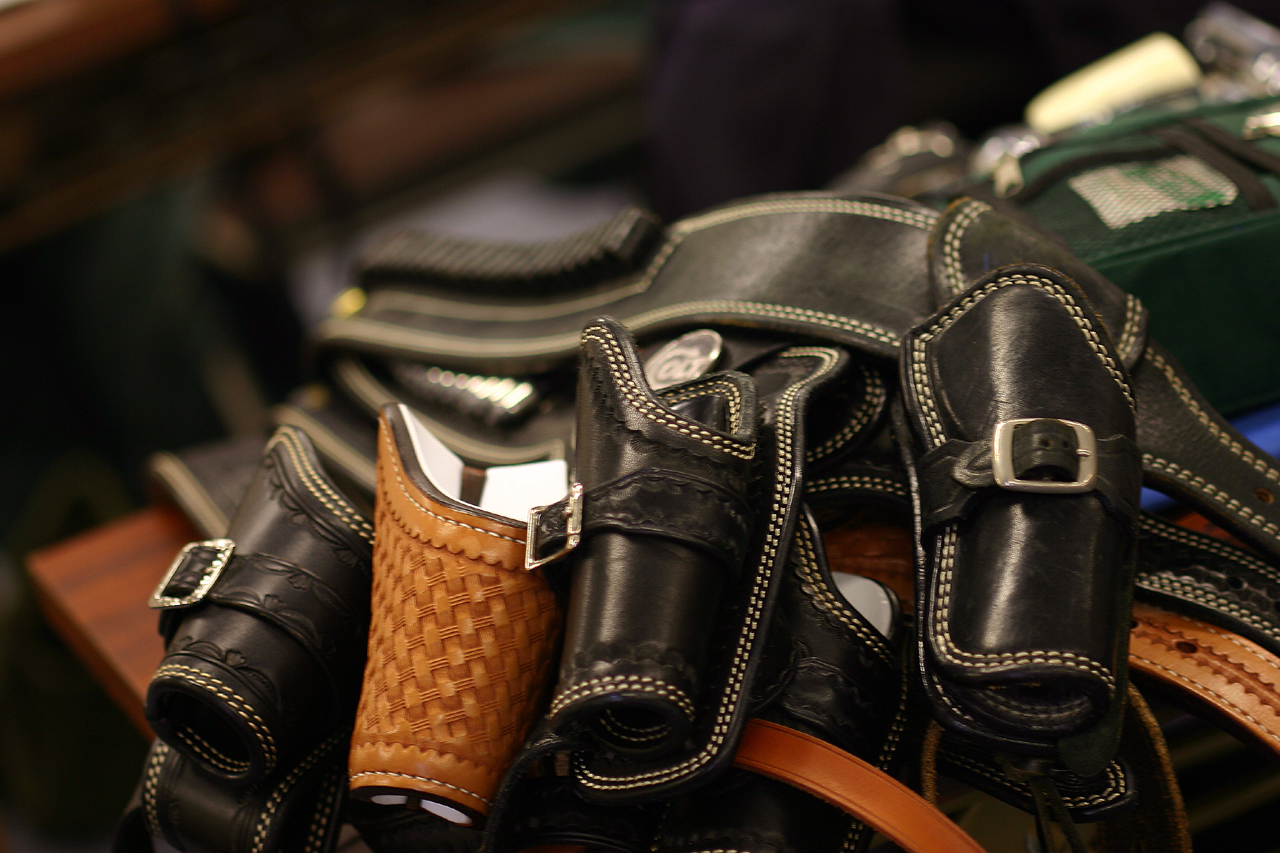
Fondine in cuoio in stile "Western" adatte a rivoltelle come la Colt Single Action Army

## Storia
Le fondine sono entrate in uso quando sono state inventate le prime pistole dotate di acciarini di uso pratico. Già nel secolo XVI se ne costruivano di vari tipi (generalmente aperte anche inferiormente data la lunghezza delle canne allora fabbricate). In taluni casi si fabbricavano fondine multiple in grado di contenere due ed anche tre pistole, data la necessità di avere più colpi a disposizione ma potendo disporre solo di armi a colpo singolo. Si sono poi succeduti molti altri tipi che hanno risentito generalmente della moda estetica del momento, specialmente nelle decorazioni (tipiche sono quelle degli anni del Barocco, riccamente decorate e colorate), fino ai tempi moderni quando prevale la funzionalità. Si fabbricano ancora fondine decorate (specialmente in cuoio e del tipo “western”) ma la priorità nel progetto costruttivo è data sempre alla funzionalità ed alla praticità di uso.

## Struttura
La fondina è ovviamente aperta sul lato dal quale si deve estrarre l'arma. Il lato opposto è generalmente chiuso ma può essere aperto in alcuni casi (soprattutto nel caso dei tipi “western”). Spesso è presente (specialmente nei casi delle fondine da cintura da portarsi esternamente) un elemento che la chiude in alto in modo da proteggere l'arma e per prevenirne eventuali cadute o per evitare che l'arma venga sfilata nel caso di colluttazioni.
Il tipo ascellare invece non sempre presenta l'elemento di chiusura a causa della differente modalità di porto. Questo rende l'estrazione più veloce e proprio a quest'ultimo fine vengono fabbricate fondine aperte anche anteriormente e in grado di tenere ferma la pistola grazie ad un elemento metallico inserito nel loro spessore che funziona come una molla: in tal caso è sufficiente tirare la pistola in avanti per estrarla. Esistono anche modelli di fondine ascellari che permettono il porto della pistola capovolta (e trattenuta in modo analogo) in modo da permetterne un'estrazione altrettanto, e forse più, veloce

## Materiali
Anche se sono state fabbricate (soprattutto per alcuni eserciti) fondine in tela a causa della economicità di questa stoffa, il materiale tradizionale è il cuoio, molto usato sia per la sua durata sia per fattori estetici. Tuttavia recentemente gli sono stati affiancati vari tipi di polimeri che presentano una buona robustezza ed una minore sensibilità agli agenti atmosferici e agli altri fattori che potrebbero danneggiarli (ad esempio il sudore se trattasi di tipi ascellari).
In passato sono state fabbricate anche fondine in legno che avevano, oltre alla loro propria funzione, quella di poter essere applicate al calcio dell'arma in modo da costituirne un prolungamento per l'appoggio alla spalla. Tipiche sono quelle delle pistole Mauser, Luger e Browning. A causa dell'evoluzione delle armi da fuoco questo tipo particolare tende a cadere in disuso anche se per alcune armi moderne come la Heckler & Koch VP70 è previsto come accessorio opzionale.

## Tipi

### Da cintura
Adatta all'applicazione alla cintura dei pantaloni (o ad un “cinturone” apposito, come.spesso utilizzato nel periodo del far west). Permette un'estrazione veloce dell'arma ma è facilmente visibile sotto abiti borghesi. È generalmente usata infatti solo dagli operatori delle forze dell'ordine che non devono nascondere la pistola. Spesso tale modello è provvisto di un vano esterno per l'alloggiamento di un caricatore di riserva.
Sempre da applicazione alla cintura è anche la fondina detta inside, cioè portata all'interno dei pantaloni, generalmente chiamata con l'acronimo inglese IWB, inside the waistband = interna alla cintura (in contrapposizione alla succitata OWB, outside the waistband). 
Tale tipo di fondina permette un'ottima occultabilità dell'arma ma non sempre un'altrettanto rapida estrazione.

### Ascellare
Progettata per tenere l'arma sotto (o vicino) all'ascella consente il porto in abiti normali senza essere visibile, ed è generalmente usata dagli agenti di polizia non in divisa o dai civili che siano in possesso di una licenza di porto di armi. È sorretta da una cinghia apposita che può cingere il torace e la spalla o anche soltanto la spalla, a seconda del tipo.